# Dactyloscopus elongatus
Dactyloscopus elongatus är en fiskart som beskrevs av Myers och Wade, 1946. Dactyloscopus elongatus ingår i släktet Dactyloscopus och familjen Dactyloscopidae. Inga underarter finns listade i Catalogue of Life.